# Список персонажей Кинематографической вселенной Marvel: Н-Я

## Н

### Наджма
Наджма (актриса — Нимра Буча) — мать Камрана и лидер Кландестинов, которые хотят вернуться в своё родное измерение любой ценой.
По состоянию на 2024 год персонаж появился в сериале Disney+ «Мисс Марвел».

### Накия
Накия (актриса — Лупита Нионго) — бывшая Дора Миладже, член Воинственных собак и любовь Т’Чаллы. Часто бывая в командировках по всему миру, наблюдая за трудностями, с которыми сталкиваются многие люди, она растёт в убеждении, что Ваканда должна активно помогать им. Накия возвращается в Ваканду, услышав, что отец Т’Чаллы, Т’Чака, был убит. Она остаётся после того, как Т’Чалла был коронован, и просит, чтобы она сопровождала его на одну из их миссий, ведущих к главным событиям фильма. После того, как Н’Джадака захватывает трон и приказывает сжечь всю сердцевидную траву, которая даёт силу Чёрной пантере, Накия крадёт немного травы. Хотя Рамонда призывает Накию съесть её, чтобы бросить вызов Н’Джадаке, Накия планирует предложить её М’Баку, чтобы он мог бросить вызов Н’Джадаке со своей армией. М’Баку показывает, что его люди нашли Т’Чаллу, поэтому Накия даёт ему траву, исцеляя его и восстанавливая его силы как Чёрной пантеры. Затем Накия помогает в восстании против Н’Джадаки, одеваясь как солдат Доры Миладже по настоянию Шури. В конце фильма Накия соглашается возобновить свои отношения с Т’Чаллой и принимает должность руководителя вакандского информационно-пропагандистского центра в Калифорнии по месту нахождения бывшей квартиры Н’Джобу и Н’Джадаки. Некоторое время спустя у Накии и Т’Чаллы появляется ребёнок, также по имени Т’Чалла, и они решают вырастить его вдали от трона. После нападения Таноса на Ваканду и последовавшего за этим Скачка Накия покидает Ваканду и растит своего ребёнка на Гаити.
По состоянию на 2025 год персонаж появился в двух фильмах: «Чёрная пантера» и «Чёрная пантера: Ваканда навеки». Её альтернативная версия, озвученная Бриттани Адебумола, появилась в третьем сезоне мультсериала Disney+ «Что, если…?».

### Н’Джадака / Эрик «Киллмонгер» Стивенс
Н’Джадака (актёр — Майкл Б. Джордан), также известный как Эрик Стивенс или Киллмонгер — бывший лейтенант SEAL и сын Н’Джобу. Его отец был убит Т’Чакой за то, что помог Улиссу Кло контрабандой вывезти вибраниум из Ваканды, чтобы вооружить угнетённые народы по всему миру и начать революции. Позже Н’Джадака становится знакомым Кло, прежде чем предать и убить его, чтобы завоевать доверие населения Ваканды. Принеся тело мёртвого Кло, он бросает вызов своему кузену Т’Чалле на поединок за трон, который выигрывает Н’Джадака. Однако позже Т’Чалла возвращается, чтобы вернуть свой трон, с помощью М’Баку, Окойе и Шури. Т’Чалла побеждает Н’Джадаку в бою и смертельно ранит его, хотя он берёт Н’Джадаку, чтобы увидеть закат Ваканды в соответствии с его желаниями. Н’Джадака умирает после отказа исцелиться, утверждая, что смерть «достойнее рабства». Под влиянием своего двоюродного брата Т’Чалла решает, наконец, открыть Ваканду для остального мира после смерти Н’Джадаки. Позже во время противостояния Ваканды и подводной цивилизации Талокана душа Киллмонгера является Шури, когда та принимает воссозданный сердцевидный цветок.
Этот персонаж был широко оценён как один из лучших злодеев КВМ, причём Бен Чайлд из «The Guardian» сравнил персонажа с Терминатором и Дартом Вейдером.
По состоянию на 2025 год персонаж появился в фильмах «Чёрная пантера» и «Чёрная пантера: Ваканда навеки». Альтернативная версия Киллмонгера появилась в мультсериале Disney+ «Что, если…?».

### Н’Джобу
Н’Джобу (актёр — Стерлинг К. Браун) — младший брат Т’Чаки, короля Ваканды, и агент Воинственных собак. Предав свой собственный народ и оказав помощь Улиссу Кло в том, чтобы вытащить вибраниум из Ваканды с намерением позволить угнетённым людям овладеть его силой, Н’Джобу столкнулся с Т’Чакой и был убит им. Его единственный сын, Н’Джадака, видел всё это и планировал отомстить за его смерть и закончить свою работу, став королём.
По состоянию на 2025 год персонаж появился в фильме «Чёрная пантера».

### Джексон Норрисс
Джексон Норрис (актёр — Скут Макнэйри) — член террористической организации «Десять колец», который работает под прикрытием в качестве репортёра, чтобы вытащить Тревора Слэттери из тюрьмы Сигейт и наказать его за то, что он выдавал себя за Мандарина.
По состоянию на 2025 год персонаж появился в короткометражном фильме «Marvel One-Shot» «Да здравствует король».

### Нэмора
Нэмо́ра (актриса — Мэйбл Кадена) — двоюродная сестра Нэмора.
По состоянию на 2025 год персонаж появился в фильме «Чёрная пантера: Ваканда навеки». Она вернётся в фильме «Мстители: Судный день».

## О

### Кулл Обсидиан
Кулл Обсидиан (голос и захват движения — Терри Нотари) — приёмный сын Таноса, вооружённый цепным молотом и ручным клинком. Он и Эбеновый Зоб отправляются забрать Камень Времени у Стивена Стрэнджа, который защищает его заклинанием, действие которого истечёт только в случае его смерти. В последовавшей битве Зоб похищает Стрэнджа, в то время как Вонг обманом заставляет Обсидиана прыгнуть через портал, отрубая ему руку, когда Обсидиан пытается вернуться. Позже он спасён, и его рука заменена на кибернетическую ко времени битвы в Ваканде. Брюс Бэннер позже побеждает его в броне Халкбастера, отправляя его в полёт в сторону вакандского энергетического щита, который испепеляет Обсидиана при ударе. Прошлая версия Кулла Обсидиана из 2014 года путешествует во времени вместе с армией Таноса, чтобы сразиться с Мстителями. Скотт Лэнг наступил на него и убил его во время финальной битвы.
По состоянию на 2025 год персонаж появился в двух фильмах: «Мстители: Война бесконечности» и «Мстители: Финал». Альтернативная версия Обсидиана появилась в мультсериале Disney+ «Что, если…?».

### Краглин Обфонтери
Краглин Обфонтери (актёр — Шон Ганн) — ксандарианец и первый помощник Йонду Удонты из фракции Опустошителей. В 2014 году, после мятежа других Опустошителей, Краглин остаётся верным Йонду и помогает спасти Стражей Галактики от Эго. После смерти Йонду Краглин приобретает его кибернетический гребень. В 2023 году он возглавил Опустошителей, чтобы помочь Мстителям сразиться с Таносом и его армией.
По состоянию на 2025 год персонаж появился в пяти фильмах: «Стражи Галактики», «Стражи Галактики. Часть 2», «Мстители: Финал», «Тор: Любовь и гром», «Стражи Галактики: Праздничный спецвыпуск» и «Стражи Галактики. Часть 3». Альтернативная версия Краглина появилась в мультсериале Disney+ «Что, если…?».

### Алета Огорд
Алета Огорд (актриса — Мишель Йео) — капитан Опустошителей и жена Стакара Огорда, а также член его команды.
По состоянию на 2025 год персонаж появился в фильме «Стражи Галактики. Часть 2».

### Стакар Огорд
Стакар Огорд (актёр — Сильвестр Сталлоне) — легендарный капитан Опустошителей и лидер клана Опустошителей Стакара. Огорд спас Йонду Удонту от жизни в рабстве у Крии и пригласил его стать Опустошителем, но позже был вынужден изгнать его за участие в торговле детьми, тем самым нарушив кодекс Опустошителей. В сцене в середине титров Стакар и Мартинекс воссоединяются со своими старыми товарищами по команде Чарли-27, Алетой Огорд, Мейнфреймом и Кругарром.
По состоянию на 2025 год персонаж появился в двух фильмах «Стражи Галактики. Часть 2» и «Стражи Галактики. Часть 3».

### Огун
Огун (актёр — Таданобу Асано), также известный как Огун Угрюмый — член Воинственной Троицы Асгарда, изображённый как угрюмый воин-Ван из Ванахайма. Он убит Хелой в 2017 году.
По состоянию на 2025 год персонаж появился в трёх фильмах: «Тор», «Тор 2: Царство тьмы» и «Тор: Рагнарёк». Альтернативная версия Огуна появилась в мультсериале Disney+ «Что, если…?», где его озвучил Дэвид Чен.

### Один
Один Бёрсон (актёр — Энтони Хопкинс), также известный как Один Всеотец — правитель Асгарда, биологический отец Тора и Хелы, приёмный отец Локи и муж Фригги. Он основан на Одине из скандинавской мифологии. В 2013 году Локи отстраняет его от власти и накладывает на него заклятие, чтобы заставить забыть свою прошлую жизнь, прежде чем поместить его в дом престарелых в Нью-Йорке. Ему удаётся освободиться от чар Локи, прежде чем отправиться в Норвегию вместо того, чтобы вернуться в Асгард, желая, чтобы его не беспокоили. Когда его находят сыновья, Один предупреждает их, что его время пришло и что его дочь Хела будет освобождена после его смерти. Он прощается с ними обоими и вскоре исчезает.
По состоянию на 2025 год персонаж появился в трёх фильмах: «Тор», «Тор 2: Царство тьмы» и «Тор: Рагнарёк»; а также в сериале Disney+ «Локи» (архивные кадры). Альтернативная версия Одина появилась в мультсериале Disney+ «Что, если…?», где его озвучил Джефф Бергман.

### Окойе
Окойе (актриса — Данай Гурира) — вакандская воительница и генерал королевской стражи Доры Миладже. Когда Н’Джадака планирует узурпировать трон Ваканды, Окойе выступает на стороне Т’Чаллы. Она остаётся верной своему королю и сражается вместе со Мстителями против Таноса и его армии.
По состоянию на 2025 год персонаж появился в четырёх фильмах: «Чёрная пантера», «Мстители: Война бесконечности», «Мстители: Финал» и «Чёрная пантера: Ваканда навеки». Альтернативные версии Окойе появились в мультсериале Disney+ «Что, если…?», в первом сезоне к её роли вернулась Данай Гурира, а в третьем её озвучила Кенна Рамси.

## П

### Джим Пакстон
Джеймс «Джим» Пакстон (актёр — Бобби Каннавале) — офицер полиции из Департамента полиции Сан-Франциско, муж Мэгги и отчим Кэсси Лэнг. Он работает вместе с другим полицейским, офицером Гейлом (актёр — Вуд Харрис).
По состоянию на 2025 год персонаж появился в двух фильмах: «Человек-муравей» и «Человек-муравей и Оса».

### Кристина Палмер
Доктор Кристина Палмер (актриса — Рэйчел Макадамс) — хирург скорой помощи, которая была коллегой и любовницей Стивена Стрэнджа. В альтернативной вселенной, обозначенной как Земля-838, Палмер работает в Фонде Бакстера для анализа мультивселенских угроз.
По состоянию на 2025 год персонаж появился в двух фильмах: «Доктор Стрэндж» и «Доктор Стрэндж: В мультивселенной безумия». Её версия с Земли-838 появилась в «Мультивселенной безумия», в то время как другая версия Палмер появилась в мультсериале Disney+ «Что, если…?».

### Карун Патель
Карун Патель (актёр — Хариш Патель) — камердинер Кинго, бывший охотник на вампиров, который служит Кинго уже 50 лет с тех пор, как принял его за одного из вампиров и попытался заколоть.
По состоянию на 2025 год персонаж появился в фильме «Вечные».

### Юджин Патилио / Лягушка-прыгун
Юджин Патилио (актёр — Брэндон Стэнли), также известный как Лягушка-прыгун — сын богатого клиента GLK&H, который пытается стать борцом с преступностью в костюме лягушки.
По состоянию на 2025 год персонаж появился в сериале «Женщина-Халк: Адвокат».

### Паг Пульезе
Август «Паг» Пульезе (актёр — Джош Сегарра) — член юридической команды GLK&H, работающий с Дженнифер Уолтерс и Никки Рамос.
По состоянию на 2025 год персонаж появился в сериале Disney+ «Женщина-Халк: Адвокат».

### Хэнк Пим / Человек-муравей
Доктор Генри «Хэнк» Пим (актёр — Майкл Дуглас) — энтомолог и квантовый физик, который создал частицы Пима, субатомные частицы, которые изменяют расстояния между атомами, позволяя им сжиматься и расти в относительном размере, одновременно увеличивая силу. Хэнк Пим является оригинальным Человеком-муравьём в КВМ; эта роль началась в 1963 году, во время его пребывания в должности высокопоставленного учёного и оперативника в «Щ.И.Т.е».
Будучи Человеком-муравьём, Хэнк Пим действовал как секретный агент, выполняющий полевые миссии от имени «Щ.И.Т.», используя самодельный уменьшающийся костюм, питаемый частицами Пима, который также давал ему возможность общаться с различными видами муравьёв. Во время одной из таких миссий его жена Джанет ван Дайн была потеряна в Квантовом мире и считалась мёртвой. После этого инцидента Пим уволился из «Щ.И.Т.» в 1989 году, после того как заподозрил Говарда Старка в попытке воспроизвести формулу частиц Пима. После увольнения из «Щ.И.Т.» Пим снял костюм Человека-муравья и основал собственную технологическую компанию в Сан-Франциско. В фильме «Человек-муравей», после того как Даррен Кросс захватил компанию, Пим впоследствии нанял Скотта Лэнга, чтобы он взял на себя роль Человека-муравья, с помощью своей отчуждённой дочери Хоуп ван Дайн. Вместе они помешали Кроссу продать технологию Жёлтой шершня «Гидре».
После союза Лэнга с Мстителями в 2016 году, Хэнк непреднамеренно нарушает Заковианский договор и становится беглецом от ФБР вместе с Хоуп. В 2018 году он успешно спасает Джанет из квантового мира. Однако вскоре после этого Хэнк становится жертвой Скачка. В 2023 году работа Хэнка над квантовым миром оказывается основополагающей для плана Мстителей по успешному перемещению во времени; во время путешествия Стив Роджерс крадёт частицы Пима у молодого Хэнка в альтернативной временной линии 1970 года. Хэнк возвращается к жизни и присутствует на похоронах Тони Старка вместе с Джанет, Хоуп и Скоттом Лэнгом.
В альтернативной вселенной, Пим надевает броню Жёлтого шершня и убивает потенциальных Мстителей Тони Старка, Тора, Клинта Бартона, Брюса Бэннера и Наташу Романофф, чтобы отомстить Нику Фьюри за смерть Хоуп. В конце концов Локи арестовывает его и забирает в Асгард за убийство Тора. В другой альтернативной вселенной Пим отправляется в Квантовый мир, где Джанет заражает его зомби-вирусом, который впоследствии распространяется по всей Земле, когда они возвращаются.
В ещё одной реальности Пима после ухода из Щ.И.Т. просят помощь остановить вторгнувшегося на Землю Питера Квилла, получившего силы Эго и он входит состав команды, собарнной Пегги Картер и Говардом Старком, куда помимо него входят Билл Фостер / Голиаф, король Т’Чака / Чёрная пантера, Баки Барнс / Зимний солдат и доктор Венди Лоусон / Мар-Велл, а позже к ним присоединяется Тор. После поимки Питера прибывшая вместе с Пимом на базу Хоуп помогает тому выбраться. Позже во время вторжения на Землю Эго Пим находит Питера у могилы матери и убеждает помочь им противостоять отцу. Питер соглашается и уничтожает Эго.
По состоянию на 2025 год персонаж появился в четырёх фильмах: «Человек-муравей», «Человек-муравей и Оса», «Мстители: Финал» и «Человек-муравей и Оса: Квантомания». Его альтернативные версии появились в фильме «Мстители: Финал» и мультсериале Disney+ «Что, если…?».

### Тролль Пип
Тролль Пип (голос — Пэттон Освальт) — союзник Эроса.
По состоянию на 2025 год персонаж появился в фильме «Вечные» (камео посреди титров).

### Александр Пирс
Александр Пирс (актёр — Роберт Редфорд) — секретарь Совета мировой безопасности и секретный директор «Гидры», работающей внутри «Щ.И.Т.а». Он планировал использовать проект «Озарение» для устранения людей, которые будут противостоять целям «Гидры» или угрожать им. На самом деле план Пирса состоит в том, чтобы осуществить массовые убийства граждан, признанных угрозой «Гидре», на основе алгоритма Арнима Золы, чтобы заставить мир подчиниться им. Когда Пирс узнал, что Ник Фьюри расследует конфиденциальные файлы проекта «Озарение», он отправил Зимнего солдата, чтобы устранить его и Стива Роджерса. Однако план Пирса был сорван Роджерсом, Наташей Романофф, Сэмом Уилсоном и сторонниками «Щ.И.Т.» до того, как Фьюри убил Пирса. В 2023 году Мстители путешествуют во времени и отправляются в 2012 год, где Пирс пытается взять Локи под арест и забрать Тессеракт у Тони Старка и Тора после битвы за Нью-Йорк.
По состоянию на 2025 год персонаж появился в фильме «Первый мститель: Другая война», а в фильме «Мстители: Финал» появляется его альтернативная версия.

### Проксима Полночная
Проксима Полночная (голос и лицо — Кэрри Кун, актриса — Моник Гандертон) — приёмная дочь Таноса. Она присоединилась к своему отцу в его поисках шести Камней Бесконечности, сначала напала на корабль «Властитель» вместе со своими братьями, помогая убить асгардцев на борту, чтобы заполучить Камень Пространства. Пытаясь завладеть Камнем Разума, она и Корвус Глэйв нападают на Ванду Максимофф и Вижена, но их прогоняют Стив Роджерс, Сэм Уилсон и Наташа Романофф. Во время второй попытки заполучить Камень Бесконечности Проксима сражается с Романофф и Окойе, но в конечном итоге Максимофф убивает её. Прошлая версия Проксимы путешествует во времени с войсками Таноса, чтобы помешать Мстителям сорвать его планы. Однако все они распадаются в прах, когда Тони Старк использует Перчатку Бесконечности.
По состоянию на 2025 год персонаж появился в двух фильмах: «Мстители: Война бесконечности» и «Мстители: Финал». Альтернативная версия Проксимы появилась в мультсериале Disney+ «Что, если…?».

### Пеппер Поттс
Вирджиния «Пеппер» Поттс (актриса — Гвинет Пэлтроу) — генеральный директор Stark Industries и жена Тони Старка. Первоначально она была помощницей Старка, а позже во франшизе была назначена генеральным директором «Stark Industries». Она также дружит с Джеймсом Роудсом и Хэппи Хоганом. Отношения Поттс и Старка изначально носят профессиональный характер, но развиваются романтически на протяжении всей франшизы, и они помолвлены и в конце концов поженились, а к 2023 году у них есть четырёхлетняя дочь Морган.
По состоянию на 2025 год персонаж появился в семи фильмах: «Железный человек», «Железный человек 2», «Мстители», «Железный человек 3», «Человек-паук: Возвращение домой» (камео), «Мстители: Война бесконечности» и «Мстители: Финал». Альтернативная версия Поттс появилась в мультсериале Disney+ «Что, если…?», где её озвучила Бет Хойт.

### Джонатан Пэнгборн
Джонатан Пэнгборн (актёр — Бенджамин Брэтт) — бывший мастер мистических искусств, который обучался у Древней, но позже решил покинуть Камар-Тадж, так как только хотел исцелить свой паралич. Позже Карл Мордо лишает его магии и способности ходить, так как Мордо утверждает, что колдунов слишком много.
По состоянию на 2025 год персонаж появился в фильме «Доктор Стрэндж».

## Р

### Мария Рамбо
Капитан Мария «Фотон» Рамбо (актриса — Лашана Линч) — бывший пилот ВВС США и мать-одиночка Моники Рамбо. Она становится лучшей подругой Кэрол Дэнверс, которая считалась погибшей в течение шести лет после авиакатастрофы. Мария воссоединилась с Дэнверс во время войны Крии и Скруллов и помогла Дэнверс вспомнить её раннюю жизнь. Позже она помогает основать «М.Е.Ч.» и становится его директором. В 2018 году переносит операцию по удалению раковых клеток, но сразу после этого её дочь Моника исчезает в результате щелчка Таноса. Через некоторое время болезнь возвращается, и в 2020 году Мария умирает.
В альтернативной вселенной, обозначенной как Земля-838, Мария принимает мантию Капитана Марвел вместо Дэнверс, служа членом Иллюминатов, пока её не убивает Ванда Максимофф, которая уронила на неё статую.
Другая её альтернативная версия носит имя Бинари и сотрудничает с Людьми Икс. Она находит Монику Рамбо из основной вселенной, но не признаёт в ней свою дочь.
По состоянию на 2025 год персонаж появился в фильмах «Капитан Марвел» и «Капитан Марвел 2». Её версия с Земли-838 появилась в фильме «Доктор Стрэндж: В мультивселенной безумия», другая альтернативная версия появилась в фильме «Капитан Марвел 2».

### Моника Рамбо
Капитан Моника Рамбо (актрисы — Акира Акбар и Тейона Паррис) — дочь Марии Рамбо, которая подружилась с Кэрол Дэнверс, подругой своей матери. В детстве Моника была вдохновлена Дэнверс и высоко ценила её.
Моника вырастает и становится агентом организации «М.Е.Ч.», основанной её матерью, но в 2018 года исчезает после щелчка Таноса. Моника возвращается в 2023 году после обратного щелчка Халка и узнаёт, что её мать умерла от рака в 2020 году, через два года после её исчезновения. Моника возвращается на работу в «М.Е.Ч.» и ей поручают расследование дела о пропавших без вести жителях городка Уэствью, штат Нью-Джерси. По прибытии Монику затягивают в купол магии хаоса, созданный Вандой Максимофф, и она стала персонажем ситкома по имени Джеральдин. Но Монике удаётся вспомнить реальность, и Ванда выбрасывает её за границу купола. Моника продолжает помогать «М.Е.Ч.у» в расследовании; девушка несколько раз защищает Ванду от нападок временного директора организации Тайлера Хейворда, который отстраняет Монику, что приводит к тому, что она, Дарси Льюис и Джимми Ву начинают идти против его приказов. Однако только ей и Ву удаётся спастить от расширения магического барьера Ванды. Моника решает вновь пройти через купол, изменяющий реальность, её клетки и молекулы перестраиваются, что позволяет ей поглощать энергетические взрывы Ванды и поглощать пули из пистолета.
После кризиса в Уэствью Моника стала работать с Ником Фьюри на орбитальной станции С.А.Б.Л.Я. После того как представительница крии Дар-Бенн получает браслет, Моника получает связь с Кэрол Дэнверс и Камалой Хан и периодически меняется с ними местами. Трое героинь объединяются против Дар-Бенн, которой удаётся получить браслет Камалы, но она не выдерживает силы двух браслетов и взрывается. Моника закрывает изнутри созданную Дар-Бенн червоточину, но не успевает вернуться и оказывается в параллельной вселенной, где встречает альтернативную версию своей матери и члена Людей Икс Зверя.
По состоянию на 2025 год персонаж появился в фильмах «Капитан Марвел» и «Капитан Марвел 2», а также в сериале Disney+ «Ванда/Вижн». Её альтернативная версия появилась в третьем сезоне мультсериала Disney+ «Что, если…?».

### Брок Рамлоу
Брок Рамлоу (актёр — Фрэнк Грилло) — бывший агент «Щ.И.Т.», тайно работающий на «Гидру». В 2014 году он помогает Стиву Роджерсу в миссии по освобождению заложников, захваченных пиратами Жоржа Батрока на «Лемурианской звезде». Когда Роджерс отказывается раскрывать информацию «Щ.И.Т.а» секретарю Александру Пирсу, Рамлоу и его команде поручено поймать Роджерса и Наташу Романофф. После того, как Роджерс раскрывает команду Рамлоу и Пирса как агентов «Гидры», Рамлоу вступает в конфликт с Шэрон Картер и Сэмом Уилсоном, пока Хеликэриэр не врезается в Трискелион, оставляя Рамлоу с тяжёлыми ожогами и шрамами на лице. После падения «Щ.И.Т.а» Рамлоу работает наёмником. В 2016 году он и группа наёмников штурмуют институт инфекционных заболеваний и крадут биологическое оружие в Лагосе, Нигерия, когда Роджерс, Романофф, Уилсон и Ванда Максимофф вмешиваются и пытаются остановить их. Несмотря на то, что он приобрёл перчатки, повышающие силу, Рамлоу терпит поражение от Роджерса, в то время как его товарищи-наёмники попадают в плен. В последней попытке убить Роджерса Рамлоу взрывает свой жилет смертника, но Максимофф сдерживает взрыв и левитирует его в соседнее здание, убивая его и десятки вакандских гуманитарных работников. В 2023 году Мстители путешествуют во времени в 2012 год, где Рамлоу и агенты «Гидры» пытаются заполучить скипетр Локи, но Роджерс из настоящего времени обманывает их, вместо этого заставляя их отдать ему скипетр.
По состоянию на 2025 год персонаж появился в фильмах «Первый мститель: Другая война» и «Первый мститель: Противостояние». Альтернативные версии Рамлоу появляются в фильме «Мстители: Финал» и мультсериале Disney+ «Что, если…?».

### Рамонда
Рамонда (актриса — Анджела Бассетт) — королева-мать Ваканды, жена Т’Чаки и мать Т’Чаллы и Шури. Она стоит рядом со своим сыном, когда он становится королём Ваканды, но вскоре вынужден отправиться в изгнание, когда Эрик Киллмонгер победил Т’Чаллу в ритуальном поединке и занял трон. Чедвик Боузман (Т’Чалла) отметил, что Рамонда «является одним из советников, к которым [Т’Чалла] будет обращаться… за некоторыми ответами на то, что его отец хотел бы и сделал бы. Она может быть не совсем права всё время, но у неё определённо есть догадки». В 2018 году она пережила Скачок, а в 2023 году она воссоединяется со своими детьми после того, как они возвращаются к жизни. Рамонда восстановлена в качестве королевы Ваканды после смерти Т’Чаллы. Год спустя Ваканда подвергается нападению народа Талокан, их лидер Нэмор затопляет тронный зал дворца, а Рамонда тонет после спасения Рири Уильямс из воды.
По состоянию на 2025 год персонаж появился в трёх фильмах: «Чёрная пантера», «Мстители: Финал» и «Чёрная пантера: Ваканда навеки». Альтернативная версия Рамонды появилась в мультсериале Disney+ «Что, если…?»:2.

### Никки Рамос
Никки Рамос (актриса — Джинджер Гонзага) — помощница и лучшая подруга Дженнифер Уолтерс, работающая с ней в компании GLK&H.
По состоянию на 2025 год персонаж появился в сериале «Женщина-Халк: Адвокат».

### Джек Расселл / Ночной оборотень
Джек Расселл (актёр — Гаэль Гарсиа Берналь), также известный как Ночной оборотень — человек, поражённый проклятием, превращающим его в оборотня.
По состоянию на 2025 год персонаж появился в специальном выпуске Disney+ «Ночной оборотень».

### Ирани Раэль / Нова Прайм
Ирани Раэль (актриса — Гленн Клоуз), также известная как Нова Прайм — лидер Корпуса Нова. Она ведёт Корпус к победе с помощью Стражей Галактики, когда Ронан Обвинитель пытается уничтожить её родную планету Ксандар с помощью Камня Силы.
По состоянию на 2025 год персонаж появился в фильме «Стражи Галактики». Её альтернативная версия, озвученная Джулианной Гроссман, появилась во втором сезоне мультсериала «Что, если…?»

### Роберт Рейнольдс / Часовой
Ро́берт Ре́йнольдс (актёр — Льюис Пуллман), также известный как Часовой и Мрак. Единственный выживший участник опытов компании O.X.E. по созданию сверхлюдей. Бывший наркоман, страдающий амнезией и раздвоением личности. Считался погибшим и был доставлен в контейнере на секретную базу, где был случайно освобождён во время стычки Елены Беловой / Чёрной вдовы, Джона Уокера / Агента США, Эйва Старр / Призрака и Антонии Дрейковой / Таскмастера. Помог бежать Беловой, Уокеру и Старр, во время чего продемонстрировал способности неуязвимости к пулям и полёта. Попал под контроль Валентины Аллегры де Фонтейн, и та попыталась сделать из него подконтрольного ей супергероя. Он в одиночку расправляется с командой Громовержцев, состоящую из Беловой, Уокера, Стар, а также присоединившихся к ним Баки Барнса / Зимнего солдата и Алексея Шостакова / Красного стража. Позже восстал против де Фонтейн, и его разум захватила тёмная сторона. Он начал погружать Нью-Йорк в тёмное измерение, но Белова и остальные Громовержцы смогли попасть в его сознание и остановить. Продолжил сотрудничать с Громовержцами, позже названными де Фонтейн Новыми Мстителями, но перестал пользоваться своими силами во избежание возвращения тёмной стороны его личности.
По состоянию на 2025 год персонаж появился в фильме «Громовержцы*». Он вернётся в фильме «Мстители: Судный день».

### Равонна Ренслейер
Раво́нна Ренсле́йер (актриса — Гугу Мбата-Роу) — бывший минутмен Управления временными изменениями (УВИ) под кодовым именем Охо́тник A-23, впоследствии ставшая уважаемой судьёй. Она наблюдает за расследованием по делу «варианта» Локи:8. До прихода в УВИ она была школьной учительницей по имени Ребе́кка Турминет в Фремонте, Огайо. Основана на одноимённом персонаже комиксов Marvel.
По состоянию на 2025 год персонаж появился в сериале Disney+ «Локи».

### Уильям Гинтер Рива
Уильям Гинтер Рива (актёр — Питер Биллингсли) — бывший сотрудник «Stark Industries», которому Обадайя Стейн приказал создать копию дугового реактора Тони Старка. Годы спустя, в 2024 году, он присоединился к команде Квентина Бека, чтобы сеять хаос по всей Европе, помогая ему маскироваться под супергероя по имени Мистерио и управляя его дронами. После поражения Мистерио он сливает личность Человека-паука Джей Джоне Джеймсону и загружает копию программного обеспечения Мистерио на флешку.
По состоянию на 2025 год персонаж появился в двух фильмах: «Железный человек» и «Человек-паук: Вдали от дома».

### Ринтра
Ринтра (голос — Адам Хагилл) — минотавро-подобное существо с Р’Ваала, который проходит обучение в Камар-Тадже.
По состоянию на 2025 год персонаж появился в фильме «Доктор Стрэндж: В мультивселенной безумия».

### Паркер Роббинс / Капюшон
Паркер Роббинс (актёр — Энтони Рамос), также известный как Капюшон — главарь чикагской банды, владеющий плащом, дающим ему мистические силы и полученным в результате сделки с Мефисто. 
По состоянию на 2025 год персонаж появился в сериале «Железное сердце».

### Ронан Обвинитель
Ронан Обвинитель (актёр — Ли Пейс) — фанатик расы Крии, чья семья была убита во время войны между Крии и Новой. В 1990-х годах Ронан активно покидает Обвинителей в войне Крии и Скруллов. Работая вместе со «Звёздной силой» Крии, он пытается нанести ракетный удар по Земле, чтобы уничтожить присутствующих на планете скруллов, но ему мешает и прогоняет Кэрол Дэнверс. В 2014 году Ронана нанимает Танос, чтобы приобрести Камень Силы, с помощью Небулы, дочери Таноса. Однако стремление Ронана к мести и власти заставляет его нарушить верность Таносу, и он решает сам использовать камень для своих собственных целей. В конечном счёте это решение приводит его к битве со Стражами Галактики, которая заканчивается его собственной смертью.
По состоянию на 2025 год персонаж появился в двух фильмах: «Стражи Галактики» и «Капитан Марвел».

### Бетти Росс
Элизабет «Бетти» Росс (актриса — Лив Тайлер) — первый романтический интерес Брюса Бэннера и дочь Таддеуса Росса.
По состоянию на 2025 год персонаж появился в фильмах «Невероятный Халк» и «Капитан Америка: Новый мир». Альтернативная версия Бетти появилась в мультсериале Disney+ «Что, если…?», где её озвучила Стефани Паниселло.

### Таддеус Росс
Таддеус «Громовержец» Росс (актёры — Уильям Хёрт, а затем — Харрисон Форд) — генерал США, который был ответственен за возрождение проекта суперсолдата, чтобы он смог создать оружие, что привело к созданию Халка, альтер эго Брюса Бэннера. Росс пытается выследить Бэннера, считая, что он является собственностью правительства США. Позже он испытывает проект суперсолдата на Эмиле Блонски, что позже превратило его в Мерзость. После схватки Халка и Мерзости в Нью-Йорке Росс обвиняет в случившемся учёного Сэмюэла Стернса, ответственного за итоговое превращение Блонски в Мерзость и мутировавшего из-за попадания крови Халка в рану на голове. Росс держит Стернса в заключении, а тот даёт ему лекарство, тайно меняющего его организм. К 2016 году Росс уволился из армии после перенесённого почти смертельного сердечного приступа и занял пост государственного секретаря США. Он предлагает «Заковианский договор» о том, что Мстители будут контролироваться Организацией Объединённых Наций, что разделяет команду. Он обычно изображён в антагонистической роли, хотя он считает, что его роль направлена на всеобщее благо и патриотизм. В 2026 году он становится Президентом США, в 2027 пытается получить доступ к адамантию, обнаруженному в теле Целестиала Тиамута. В это время оказавшийся на свободе Сэмюэл Стернс пытается инициировать превращение Росса в Красного Халка под действием лекарства, что ему и удаётся. Но Красного Халка останавливает Сэм Уилсон, а Стернса задерживают. После случившегося Росс добровольно соглашается на заключение в тюрьме «Рафт», где его навещает дочь.
По состоянию на 2025 год персонаж появился в шести фильмах: «Невероятный Халк», «Первый мститель: Противостояние», «Мстители: Война бесконечности», «Мстители: Финал» (камео), «Чёрная вдова» и «Капитан Америка: Новый мир»; а также в короткометражном фильме «Marvel One-Shots» «Консультант» (архивные кадры). Альтернативные версии Росса появились в мультсериалах Disney+ «Что, если…?», где его озвучил Майк МакГилл, и «Ваш дружелюбный сосед Человек-паук», где его озвучил Трэвис Уиллингхэм.

### Эверетт К. Росс
Эверетт К. Росс (актёр — Мартин Фримен) — оперативник ЦРУ, которому было поручено контролировать Мстителей, а затем выследить Улисса Кло. Помогал Ваканде во время противостояния с Талоканом. В какой-то момент он был похищен и подменён скруллами, но позже освобождён.
По состоянию на 2025 год персонаж появился в трёх фильмах: «Первый мститель: Противостояние», «Чёрная пантера» и «Чёрная пантера: Ваканда навеки», а также в сериале Disney+ «Секретное вторжение».

## С

### Эрик Савин
Эрик Савин (актёр — Джеймс Бэдж Дейл) — бывший подполковник и правая рука Олдрича Киллиана, который прошёл лечение Экстремисом, чтобы улучшить свои боевые навыки и дать себе различные способности, связанные с огнём, а также регенеративный исцеляющий фактор. Он превращает Джека Таггарта в живую бомбу как часть террористической атаки, ранив при этом Хэппи Хогана. Затем Савин возглавляет нападение на особняк Тони Старка, а позже сопровождает Эллен Брандт в Теннесси, чтобы найти доказательства, связанные с Экстремисом, хотя Старку удаётся выжить. После захвата Джеймса Роудса Савин изображает из себя Железного патриота, чтобы подняться на борт самолёта Air Force One, чтобы похитить президента Мэттью Эллиса. Хотя ему удаётся выполнить это задание, Железный человек убивает Савина, прежде чем тот сможет сбежать.
По состоянию на 2025 год персонаж появился в фильме «Железный человек 3».

### Леонард Самсон
Леонард Самсон (актёр — Тай Баррелл) — психиатр, встречающийся с Бетти Росс после бегства Брюса Бэннера.
По состоянию на 2025 год персонаж появился в фильме «Невероятный Халк».

### Серси
Серси (актриса — Джемма Чан) — Вечная, близкая к человечности, которая очень чуткая и способная манипулировать материей. Она была влюблена в Икариса на протяжении веков и она выдаёт себя за сотрудника музея в Лондоне. Она становится новым лидером Вечных после смерти Аяк. Серси — вторая роль Чан в КВМ после роли Миннь-Эрвы в фильме «Капитан Марвел».
По состоянию на 2025 год персонаж появился в фильме «Вечные».

### Джаспер Ситуэлл
Джаспер Ситуэлл (актёр — Максимилиано Эрнандес) — агент «Щ.И.Т.», который, как позже выяснилось, является спящим агентом «Гидры». В 2014 году он был убит Баки Барнсом с промытыми мозгами по команде «Гидры». В 2023 году Мстители путешествуют во времени и отправляются в 2012 год, где Ситуэлл входит в число агентов «Гидры», которых Стив Роджерс обманом заставил отдать ему скипетр Локи.
По состоянию на 2025 год персонаж появился в четырёх фильмах: «Тор», «Мстители», «Первый мститель: Другая война» и «Мстители: Финал» (альтернативная версия); в двух короткометражных фильмах «Marvel One-Shot»: «Консультант» и «Образец 47»; и в телесериале «Агенты „Щ.И.Т.“».

### Сиф
Леди Сиф (актриса — Джейми Александр) — главная женщина-воин Асгарда, основанная на Сиф из скандинавской мифологии, подруга детства Тора и его верная союзница.
По состоянию на 2025 год персонаж появился в трёх фильмах: «Тор», «Тор 2: Царство тьмы» и «Тор: Любовь и гром»; а также в телесериалах «Агенты „Щ.И.Т.“» и «Локи» (камео). Альтернативные версии Сиф появились в мультсериале Disney+ «Что, если…?»..

### Скаар
Скаар (актёр — Уил Дуснер) — сын Брюса Бэннера с Сакаара, унаследовавший его способности Халка.
По состоянию на 2025 год персонаж появился в сериале Disney+ «Женщина-Халк: Адвокат».

### Скурдж
Скурдж (актёр — Карл Урбан) служил избранным преемником Локи в качестве сторожа Биврёста вместо Хеймдалла. Позже Хела, по возвращении в Асгард, назначает его Палачом. Скурдж изображён в основном в комедийном, раболепном, хоть и не рассеянном образе. Осознав судьбу Асгарда, он меняет верность и в конечном счёте жертвует собой, помогая Тору эвакуировать людей Асгарда во время битвы против Хелы во время Рагнарёка, используя свои два автомата М-16, чтобы сдержать её армию.
По состоянию на 2025 год он появился в фильме «Тор: Рагнарёк», его альтернативная версия появилась в мультсериале Disney+ «Что, если…?».

### Смерть
Ри́о Вида́ль (актриса — Обри Плаза), более известная как Смерть — самая первая Зелёная ведьма. Является бывшей возлюбленной Агаты Харкнесс и представляет собой физическое воплощение самой смерти. В 1756 году забрала сына Харкнесс — Николаса Скрэтча, за что та её возненавидела. Столетия спустя заключает с Харкнесс сделку, согласно которой Агата заставит Билли Максимоффа отдаться ей, поскольку тот был неосознанно реинкарнирован в теле Уильяма Каплана. После прохождения дороги Ведьм, Агата жертвует собой ради Билли и целует её, из-за чего погибает, но при этом становится призраком.
По состоянию на 2025 год персонаж появился в мини-сериале Disney+ «Это всё Агата».

### Сорен
Сорен (актриса — Шэрон Блинн) — скрулл и жена Талоса. Она — оригинальный персонаж в КВМ. У пары есть дочь Г’айа (актрисы — Харриет Л. Офулс и Оден Л. Офулс, затем — Эмилия Кларк). В 2024 году она маскируется под Марию Хилл, а Талос — под Ника Фьюри, в то время как они помогают Человеку-пауку с Элементалами. Позже, по словам Талоса, была убита Гравиком, лидером мятежной группировки скруллов.
По состоянию на 2025 год персонаж появился в двух фильмах: «Капитан Марвел» и «Человек-паук: Вдали от дома», а также в сериале Disney+ «Секретное вторжение», где её сыграли Шарлотта Бейкер в человеческом обличии и Кейт Брейтуэйт в обличии скрулла.

### Спрайт
Спрайт (актёр — Лия Макхью) — Вечная, которая имеет внешность 12-летнего ребёнка и может проецировать реалистичные иллюзии, и она сильнее и умнее, чем кажется. Ханна Додд изображает Спрайт в иллюзорной взрослой форме «Сандры», в то время как Сальма Хайек изображает Спрайт в иллюзорной форме Аяк.
По состоянию на 2025 год персонаж появился в фильме «Вечные».

### Говард Старк
Говард Старк (актёры — Джон Слэттери и Доминик Купер) — создатель «Stark Industries», один из основателей «Щ.И.Т.а» и отец Тони Старка. Говард участвует в трансформации Стива Роджерса в Капитана Америку во время Второй мировой войны, а также в создании фирменного вибраниумного щита Роджерса. Вместе с Пегги Картер и его помощником Эдвином Джарвисом он играет важную роль в подавлении роста российской террористической организации «Левиафан». В 1991 году он и его жена Мария были убиты Баки Барнсом, которому промыли мозги, по приказу «Гидры».
По состоянию на 2025 год персонаж появился в фильмах «Железный человек 2», «Первый мститель», «Человек-муравей» и «Первый мститель: Противостояние»; а также в короткометражном фильме «Marvel One-Shots» «Агент Картер» и в одноимённом телесериале. Альтернативные версии Говарда появились в фильме «Мстители: Финал» и мультсериале Disney+ «Что, если…?». Купер играл роль молодого Говарда в «Первом мстителе», короткометражном фильме и сериале «Агент Картер», в первом и третьем сезонах «Что, если…?», в то время как Слэттери играл более взрослую версию в остальных работах.

### Мария Старк
Мария Старк (актриса — Хоуп Дэвис) — жена Говарда Старка и мать Тони Старка. В 1991 году она была убита Зимним солдатом вместе с её мужем по приказу «Гидры».
По состоянию на 2024 год персонаж появился в фильме «Первый мститель: Противостояние» и в сериале Disney+ «Сокол и Зимний солдат» (архивные кадры).

### Морган Старк
Морган Старк (актриса — Лекси Рэйб) — четырёхлетняя дочь Тони Старка и Пеппер Поттс. Рождённая после вселенского геноцида Таноса, она растёт в течение пятилетнего периода «Скачка», когда половина населения мира была стёрта с лица земли. Кэтрин Лэнгфорд исполняет роль Морган Старк в удалённой сцене, в которой она разговаривает со своим отцом в Мире Душ после того, как он жертвует собой, чтобы спасти вселенную, используя Камни Бесконечности, чтобы победить Таноса.
По состоянию на 2025 год персонаж появился в фильме «Мстители: Финал». Лекси Рэйб должна была вновь исполнить свою роль в фильме «Человек-паук: Нет пути домой», но сцены с ней были вырезаны из театральной версии.

### Эйва Старр / Призрак
Эйва Старр (актриса — Ханна Джон-Кеймен) — суперзлодейка со способностями невидимости и неосязаемости, а также переосмысление персонажа комиксов Призрака. В детстве Эйва стала жертвой несчастного случая в лаборатории своего отца Элайаса. Последовавший взрыв убил обоих её родителей, в то время как Эйва обрела способность становиться неосязаемой, поскольку её тело оставалось в постоянном состоянии «молекулярного неравновесия». Учёный Билл Фостер завербовал её в «Щ.И.Т.», где она прошла обучение и получила защитный костюм, чтобы лучше контролировать свои силы. Эйва соглашается работать на организацию в качестве убийцы и шпиона под кодовым именем Призрак в обмен на помощь «Щ.И.Т.а» в поиске способа стабилизировать её состояние. Тем не менее, она обнаруживает, что «Щ.И.Т.» (будучи захваченным «Гидрой») не имеет намерения помогать ей, и впоследствии ушла в самоволку, чтобы найти способ вылечить себя с помощью Фостера. Позже они планируют использовать энергию, которую тело Джанет ван Дайн поглотило из квантового мира, что ставит Призрака в прямой конфликт с Хэнком Пимом, Хоуп ван Дайн и Скоттом Лэнгом. В конце фильма Джанет добровольно использует часть своей энергии, чтобы частично стабилизировать состояние Эйвы, и она уходит с Фостером, когда группа Джанет обещает собрать для неё больше энергии.
В какой-то момент Эйва стала работать на Валлентину Аллегру де Фонтейн, и в 2027 году была послана ею на секретную базу в целях устранить Антонию Дрейкову, известную как Таскмастер. В ходе их схватки с участием Елены Беловой и Джона Уокера, Эйва застреливает Антонию, а на базе обнаруживается таинственный юноша по имени Боб. После Эйва, Елена и Уокер понимают, что де Фонтейн послала их убить друг друга. Боб, чьё настоящее имя Роберт Рейнольдс, оказывается подопытным проекта «Часовой» по созданию сверхлюдей. Де Фонтейн пытается использовать его своих целях, но тот под действием своей тёмной личности выходит из-под контроля и начинает переносить жителей Нью-Йорка в тёмное измерение. Эйва вместе с Баки Барнсом, Алексеем Шостаковым, Уокером решают помочь Елене образумить Боба в тёмном измерении, и им удаётся воззвать к светлой стороне Боба и уничтожить тьму. Позже их команду, ранее названную Шостаковым Громовержцами, де Фонтейн представляет как Новых Мстителей.
По состоянию на 2025 год персонаж появился в фильмах «Человек-муравей и Оса» и «Громовержцы*» (2025). Альтернативная версия Эйвы появится в мультсериале Disney+ «Зомби Marvel».

### Зик Стейн
Иезекииль Стейн (актёр — Олден Эренрайк) — сын Обадайи Стейна, специалист по технической этики и разработчик высоких технологий, живший под именем Джо Макгиллукудди. Предоставил Рири Уильямс искусственную кожу, и та её потеряла, что стало причиной ареста Стейна. Был освобождён Паркером Роббинсом и превращён в подконтрольного ему, Роббинус, киборга с помощью его же, Зика, технологий. Был послан убить Рири, но отказался это делать и лишь повредил ей костюм. Позже невольно служил Роббинсу и в итоге избавился от его контроля с помощью Рири.
По состоянию на 2025 год персонаж появился в сериале «Железное сердце».

### Обадайя Стейн
Обадайя Стейн (актёр — Джефф Бриджес) — наставник Тони Старка после смерти отца Тони, Говарда. Персонаж втайне ищет контроль над «Stark Industries». Позже выясняется, что он нанял террористов, чтобы убить Тони, и после того, как ему это не удалось, ищет контроль над дуговым реактором, чтобы создать свой собственный супермощный костюм-экзоскелет, и ему это удаётся после кражи технологии Тони. Впоследствии Стейн был убит в противостоянии со Старком. Для широкой публики его предательство было скрыто, а причиной смерти названа авиакатастрофа.
По состоянию на 2025 год персонаж появился в двух фильмах: «Железный человек» и «Человек-паук: Вдали от дома» (архивные кадры). Альтернативная версия Стейна появилась в мультсериале Disney+ «Что, если…?», где его озвучил Кифф ВанденХёвел.

### Стерн
Сенатор Стерн (актёр — Гарри Шендлинг) — оригинальный персонаж в КВМ, вдохновлённый Говардом Стерном по словам режиссёра «Железного человека 2» Джона Фавро. Он — сенатор США, который хотел, чтобы броню Тони Старка передали правительству США. Он питал сильную неприязнь к Старку даже после вручения ему и Роудсу Медалей Почёта. Позже выяснилось, что он связан с «Гидрой».
По состоянию на 2025 год персонаж появился в фильмах «Железный человек 2» и «Первый мститель: Другая война».

### Сэмюэл Стернс / Лидер
Доктор Сэмюэл Стернс (актёр — Тим Блейк Нельсон) — одарённый биолог, пытавшийся излечить Брюса Бэннера под псевдонимом «мистер Блю». Получив кровь Бэннера, он затем вынужден использовать её на Эмиле Блонски. После того, как Блонски превратился в монстра, он разрушает лабораторию Стернса, а часть крови Халка падает на голову Стернса, и его череп мутирует, после чего он маниакально улыбается. За пределами серии фильмов он упоминается в сопутствующем комиксе «Fury’s Big Week», где раскрывается, что он сошёл с ума и заключён в тюрьму «Щ.И.Т.ом». Позже выясняется, что генерал Росс сделал его виновным в разрушениях Нью-Йорка, вызванных дракой Халка и Мерзости, и на несколько лет посадил в тюрьму. За это время Стернс давал Россу лекарство, которое постепенно превращало его в существо, подобное Халку. После того, как Росс стал Президентом США, сбежавший из тюрьмы Стернс после нескольких попыток инициирует превращение Росса в Красного Халка, после чего его арестовывают и сажают в тюрьму «Рафт», где в разговоре с Сэмом Уилсоном он предсказывает битвы мультивселенных.
По состоянию на 2025 год персонаж появился в фильмах «Невероятный Халк» и «Капитан Америка: Новый мир» (2025).

### Донна Стрэндж
До́нна Стрэндж — родная сестра доктора Стивена Стрэнджа. Погибла в детстве, провалившись под лёд, что послужило становлением Стивена как нейрохирурга. Попав в разрушенную вселенную, Стрэндж находит «Зловещего» Стрэнджа и тот не верит ему и просит доказать, что он Стивен Стрэндж. Стивен рассказывает о Донне, и версия Стрэнджа верит ему, поскольку о Донне Стивен никому и никогда не говорил.
Персонаж впервые был упомянут в фильме «Доктор Стрэндж: В мультивселенной безумия» (2022).

### Суртур
Суртур (захват движения — Тайка Вайтити, голос — Клэнси Браун) — огненный демон, владыка Муспельхейма и важная фигура в пророчестве Рагнарёка как тот, кто положит начало падению Асгарда. Он заключает Тора в своём логове в Муспельхейме и раскрывает, что Одина нет на Асгарде, где Суртур планирует объединить свою корону с Вечным пламенем, чтобы он смог вызвать Рагнарёк и уничтожить Асгард, хотя Тору удаётся победить Суртура и сбежать с его короной. Однако во время битвы с Хелой Тор понимает, что вызвать Рагнарёк — единственный способ победить её, поэтому он поручает Локи воскресить Суртура с помощью Вечного пламени, позволив Суртуру преуспеть в своих планах и убить Хелу, в то время как Тор, Локи и асгардцы спасаются.
По состоянию на 2025 год персонаж появился в фильме «Тор: Рагнарёк». Альтернативная версия Суртура появилась в мультсериале Disney+ «Что, если…?».

### Сюй Сялинь
Сюй Сяли́нь (актриса — Мэнъэр Чжан) — сестра Шан-Чи. Сбежав из организации «Десять колец», Сялинь основывает подпольный бойцовский клуб в Макао. Сялинь вместе со своим братом и Кэти попадает в плен к Венву, но сбегает в деревню Та Ло. Она помогает защитить деревню от «Десяти колец», а затем от Обитателя Тьмы. После гибели Венву, Сялинь становится новым лидером «Десяти колец». Она частично вдохновлена персонажами Чжэн Бао Ю и Сестра Кинжал.
По состоянию на 2025 год персонаж появился в фильме «Шан-Чи и легенда десяти колец». Её альтернативная версия появилась в 3 сезоне мультсериала Disney+ «Что, если…?».

## Т

### Талос
Талос (актёр — Бен Мендельсон) — Скрулл, которого изначально считали террористом и который вступает в конфликт с Кэрол Дэнверс. Однако Дэнверс соглашается помочь ему и Скруллам найти новый дом после того, как Талос раскрыл, что Крии уничтожили их родной мир и довели их почти до вымирания. В 2024 году он берёт на себя роль Ника Фьюри на Земле (пока тот строил космическую станцию для защиты Земли) и помогает Человеку-пауку и Мистерио сражаться в Европе против элементалей; в конце концов он обнаруживает, что Мистерио был обманщиком и создателем элементалей. Позже Талос вместе с Ником Фьюри противостоит мятежной группировке скруллов, возглавляемой Гравиком, которая запланировала уничтожить человечество и сделать Землю своим новым домом. Во время нападения скруллов на Президента США Ритсона Талос встал на его защиту, но был убит Гравиком.
По состоянию на 2025 год персонаж появился в двух фильмах: «Капитан Марвел» и «Человек-паук: Вдали от дома», а также в сериале Disney+ «Секретное вторжение».

### Таурт
Та́урт (голос и захват движения — Антония Салиб) — египетская богиня деторождения и плодородия с головой гиппопотама. Она помогает Марку Спектору и Стивену Гранту пройти через Дуат. Лайла Эль-Фаули временно становится аватаром Таурт, чтобы помочь Спектору и Гранту в борьбе с Артуром Хэрроу. Она основана на одноимённой египетской богине
По состоянию на 2025 год персонаж появился в сериале Disney+ «Лунный рыцарь».

### Тед / Леший
Тед (актёр — Кэри Джонс), также известный как Леший — болотный монстр и друг Джека Расселла.
По состоянию на 2025 год персонаж появился в специальном выпуске Disney+ «Ночной оборотень».

### Танелиир Тиван / Коллекционер
Танелиир Тиван (актёр — Бенисио дель Торо), также известный как Коллекционер — известный хранитель самой большой коллекции межзвёздной фауны, реликвий и видов в галактике, действующий в портовом сооружении на Забвении. Он — брат Грандмастера. После того, как асгардцы победили Малекита в 2013 году, Сиф и Вольштагг принесли Камень Реальности на хранение Тивану, сославшись на глупость хранения Камня Реальности и Камня Пространства в одном и том же месте. В 2014 году он почти смог получить Камень Силы. В 2018 году Танос забирает Камень Реальности у Тивана и уничтожает его коллекцию.
По состоянию на 2025 год персонаж появился в трёх фильмах: «Тор 2: Царство тьмы» (камео посреди титров), «Стражи Галактики» и «Мстители: Война бесконечности». Альтернативная версия Тивана появилась в мультсериале Disney+ «Что, если…?».

### Флэш Томпсон
Юджин «Флэш» Томпсон (актёр — Тони Револори) — студент Мидтаунской школы наук и технологий. Обычно он изображён школьным хулиганом, который часто мучает Питера Паркера, но восхищается Человеком-пауком, не подозревая, что это один и тот же человек. В 2018 году он стал жертвой Скачка, но вернулся к жизни в 2023 году. Он отправляется в поездку в Европу и является личностью в социальных сетях, и своих подписчиков он называет «Флэшмобом». После поездки упоминается трудная домашняя жизнь Флэша, так как его отец болен, а мать отдалена от него; она послала шофёра, чтобы забрать его из аэропорта, а не сделала это сама. После того, как Мистерио раскрыл всем личность Питера Паркера как Человека-паука, Флэш поменял к нему отношение и написал книгу об их дружбе.
По состоянию на 2025 год персонаж появился в трёх фильмах: «Человек-паук: Возвращение домой», «Человек-паук: Вдали от дома» и «Человек-паук: Нет пути домой»; а также в веб-сериале «The Daily Bugle».

### Торговец смертью
Торго́вец сме́ртью (актёр — Энди Ле) — убийца из организации «Десять колец» и наставник юного Шан-Чи по боевым искусствам. Вместе с Бритвенным кулаком и другими членами «Десяти колец» он сражался с Шан-Чи для получения двух кулонов матери Шан-Чи и Сялинь. Во время битвы в деревне Та Ло, Торговец смертью погибает от сил Обитателя Тьмы, что побуждает «Десять колец» заключить перемирие с жителями Та Ло.
По состоянию на 2025 год персонаж появился в фильме «Шан-Чи и легенда десяти колец». Его альтернативная версия появится в предстоящем мультсериале «Зомби Marvel».

### Хоакин Торрес / Сокол
Первый лейтенант Хоаки́н То́ррес (актёр — Дэнни Рамирес) — военнослужащий ВВС США, который расследует действия террористической группировки «Разрушители флагов» и является другом Сэма Уилсона. Уилсон передаёт ему костюм «Сокол EXO-7», когда Уилсон становится Капитаном Америкой.
По состоянию на 2025 год персонаж появился в сериале Disney+ «Сокол и Зимний солдат» и в фильме «Капитан Америка: Новый мир».

### Тот, кто остаётся
Тот, кто остаётся (актёр — Джонатан Мейджорс) — создатель организации «Управление временными изменениями», которую он создал после войны мультивселенной. Он живёт в Цитадели в конце времён, и, в конечном итоге, его убивает Сильвия.
По состоянию на 2025 год персонаж появился в сериале «Локи». Другие его варианты, в том числе Канг Завоеватель, а также Иммортус, Рама-Тут, Алый центурион и Виктор Таймли, появились в фильме «Человек-муравей и Оса: Квантомания».

### Т’Чака / Чёрная пантера
Т’Чака (актёры — Джон Кани, Атандва Кани) — бывший король Ваканды. В 1992 году Т’Чака узнал, что его брат Н’Джобу замышлял акты открытого восстания с планами заставить Ваканду проводить более агрессивную внешнюю политику для борьбы с социальной несправедливостью, которую он наблюдал в назначенной ему стране. Т’Чака противостоял Н’Джобу. Когда Н’Джобу напал, он был убит Т’Чакой, чтобы защитить Зури, который действовал как шпион. Будучи огорчённым этим поступком и обеспокоенным прежде всего безопасностью Ваканды, Т’Чака решил быстро вернуться в свою страну и оставил своего племянника Н’Джадаку брошенным, как ребёнка-сироту. В 2016 году во время встречи по ратификации Заковианского договора в Венском международном центре Т’Чака погибает в результате взрыва. Первоначально считалось, что за нападением стоит Зимний солдат, но позже выяснилось, что его подставил Гельмут Земо. После этого Т’Чалла позже узнаёт правду о Н’Джобу и последующем сокрытии его покойным отцом. Во время посещения земель предков Т’Чалла говорит Т’Чаке и предыдущим Чёрным пантерам до него, что он будет управлять Вакандой иначе, чем они, с целью исправления прошлых ошибок своего отца.
По состоянию на 2025 год персонаж появился в двух фильмах: «Первый мститель: Противостояние» и «Чёрная пантера». Альтернативные версии Т’Чаки появились в мультсериале Disney+ «Что, если…?».

### Т’Чалла II
Т’Чалла Второй, также известный как Туссен (актёр — Дивайн Лав Конаду-Сан) — сын Т’Чаллы и Накии.
По состоянию на 2025 год персонаж появился в фильме «Чёрная пантера: Ваканда навеки».

## У

### Уату / Наблюдатель
Наблюдатель Уату (голос — Джеффри Райт) — член внеземной расы Наблюдателей, который наблюдает за Мультивселенной и категорически отказывается вмешиваться в происходящие в ней события. Он верен своей клятве до тех пор, пока один из вариантов Альтрона не становится угрозой для всей Мультивселенной. Наблюдатель собирает Стражей Мультивселенной, которые и побеждают вариант Альтрона. Персонаж основан на Наблюдателе Уату из комиксов.
По состоянию на 2025 год персонаж появился во всех трёх сезонах мультсериале Disney+ «Что, если…?» и втором сезоне короткометражного мультсериала «Я есть Грут». Также эпизодически без озвучивания появляется в первом сезоне мультсериала «Ваш дружелюбный сосед Человек-паук» и мультсериале «Очи Ваканды».

### Йонду Удонта
Йонду Удонта (актёр — Майкл Рукер) — приёмный отец Питера Квилла и лидер клана Опустошителей. Йонду был нанят, чтобы похитить молодого Квилла с Земли после смерти матери Квилла и вернуть его биологическому отцу, Эго. Йонду решил, что Квилл лучше послужит его собственным нуждам в воровстве, поэтому он воспитал его как члена своего клана Опустошителей. Несмотря на их частые ссоры и конфликты на протяжении многих лет, Квилл и Йонду образуют эмоциональную и семейную связь. В 2014 году Йонду помогает Квиллу и Стражам Галактики на Ксандаре против Ронана, а несколько месяцев спустя жертвует собой, чтобы спасти Квилла от Эго. Видение Йонду является Краглину во время нападения созданий Высшего Эволюционера на Забвение и помогает тому научиться управлять его стрелой.
По состоянию на 2025 год персонаж появился в трёх фильмах: «Стражи Галактики», «Стражи Галактики. Часть 2» и «Стражи Галактики. Часть 3» (камео). Альтернативные версии Йонду появились в мультсериале Disney+ «Что, если…?». Рукер также озвучил Йонду в анимационных флешбэках праздничного спецвыпуска о Стражах.

### Сара Уилсон
Са́ра Уи́лсон (актриса — Эдиперо Одуйе) — сестра Сэма Уилсона. У неё двое сыновей, Эй-Джей (актёр — Чейз Ривер Макги) и Касс (актёр — Аарон Хейнс), и она испытывает финансовые трудности в отсутствие Сэма во время Скачка.
По состоянию на 2025 год персонаж появился в сериале Disney+ «Сокол и Зимний солдат».

### Рири Уильямс / Железное сердце
Ри́ри Уи́льямс (актриса — Доминик Торн), также известная как Желе́зное се́рдце, — девушка-изобретатель, создавшая железную броню, подобную броне Железного человека.
По состоянию на 2025 год персонаж появился в фильме «Чёрная пантера: Ваканда навеки» и сериале «Железное сердце». Её альтернативная версия появилась в 3 сезоне мультсериала Disney+ «Что, если…?».

### Дэйн Уитмен
Дэйн Уи́тмен (актёр — Кит Харингтон) — человек, встречающийся с Серси.
По состоянию на 2025 год персонаж появился в фильме «Вечные».

### Джон Уокер / Капитан Америка / Агент США
Капитан Джон Ф. Уокер (актёр — Уайатт Рассел) — бывший преемник Стива Роджерса на посту Капитана Америки, назначенный правительством США. Его напарником был Лемар Хоскинс, также известный как «Боевая звезда», и они вместе участвовали в операции «Несокрушимая свобода». Уокер был звездой футбола в средней школе Кастерс-Гроув в Джорджии и окончил Вест-Пойнт в 2009 году. Впоследствии он стал капитаном армии США с высокими наградами и первым человеком в истории, трижды награждённым медалью Почёта за свою боевую службу. Он также командовал операциями по борьбе с терроризмом и освобождению заложников на высоком уровне. Он учился в Массачусетском технологическом институте и показал результаты намного выше среднего по скорости, выносливости и интеллекту.
Он выбран Всемирным советом по восстановлению (ВСВ), чтобы помочь подавить продолжающиеся насильственные революции после Скачка, происходящие по всему миру. Он приходит на помощь Сэму Уилсону и Баки Барнсу во время их первой конфронтации с Разрушителями флагов и пытается завербовать их присоединиться к ВСВ, но они отказываются. Позже Уокер помогает Барнсу после того, как его арестовывают за то, что он пропустил назначенную судом терапию, и снова получает отказ, когда он просит Барнса и Уилсона присоединиться к нему. В конце концов Уокер предупреждает их, чтобы они держались подальше от него. Во время боя с Разрушителями флагов Уокер получает флакон с Сывороткой суперсолдата и решает вколоть её себе. В последовавшей битве с Разрушителями флагов Карли Моргенто убивает Хоскинса, что привело Уокера к убийству Разрушителя флагов, вонзив щит в грудь мужчины, на глазах у испуганной толпы. Из-за этого Уилсон и Барнс сражаются с ним за щит и побеждают его. Правительство лишает Уокера его титула Капитана Америки, и он с позором уволен из армии. Тем не менее, он строит новый щит из металлолома и своих Медалей Почёта. Вооружившись таким образом, Уокер противостоит Разрушителям флагов, чтобы отомстить за Хоскинса, но откладывает свою первоначальную цель и спасает заложников Разрушителей флагов. После того, как Уилсон помогает спасти их в качестве Капитана Америки, Уокер помогает Барнсу захватить Разрушителей флагов. Впоследствии графиня Валентина Аллегра де Фонтейн делает Уокера Агентом США.
В 2027 году был послан на секретную базу в целях устранить Елену Белову. К их схватке присоединяются Антония Дрейкова / Таскмастер и Эйва Старр / Призрак. После того, как Эйва убивает Антонию, а на базе обнаруживается обнаруживается таинственный юноша по имени Боб, Уокер, Елена и Эйва понимают, что де Фонтейн послала их убить друг друга. Боб, чьё настоящее имя Роберт Рейнольдс, оказывается подопытным проекта «Часовой» по созданию сверхлюдей. Де Фонтейн пытается использовать его своих целях, но тот под действием своей тёмной личности выходит из-под контроля и начинает переносить жителей Нью-Йорка в тёмное измерение. Уокер вместе с Баки Барнсом, Алексеем Шостаковым и Эйвой решают помочь Елене образумить Боба в тёмном измерении, и им удаётся воззвать к светлой стороне Боба и уничтожить тьму. Позже их команду, ранее названную Шостаковым Громовержцами, де Фонтейн представляет как Новых Мстителей.
По состоянию на 2025 год персонаж появился в сериале Disney+ «Сокол и Зимний солдат» и в фильме «Громовержцы*». Его альтернативная версия появилась в начале шестого эпизода третьего сезона мультсериала Disney+ «Что, если…?». Здесь он возглавил отряд, пытавшийся одолеть известных борцов с преступностью —  Кэтрин Бишоп / Соколиного глаза и Шан-Чи / Десять Ударов в Колокол.

### Дженнифер Уолтерс / Женщина-Халк
Дже́ннифер Уо́лтерс (актриса — Татьяна Маслани) — адвокат компании Goodman, Lieber, Kurtzberg & Holliway (GLK&H) и бывший заместитель окружного прокурора города Лос-Анджелес. После случайного перекрёстного заражения кровью своего двоюродного брата Брюса Бэннера она претерпела физическую трансформацию, подобную трансформации Бэннера, и стала известна как Женщина-Халк. Затем она была нанята компанией GLK&H, чтобы стать лицом их юридического отдела по делам сверхлюдей, а позже встречается с Мэттом Мёрдоком.
По состоянию на 2025 год персонаж появился в сериале Disney+ «Женщина-Халк: Адвокат».

### Адам Уорлок
А́дам Уо́рлок (актёр — Уилл Поултер) — могущественное существо, созданное расой суверенов с целью уничтожения Стражей Галактики. Был послан Высшим Эволюционером похитить Ракету и тяжело его ранил, но оказался раненным и сам. В поисках Стражей он и его мать Аиша ловят одного из Опустошителей, но Адам по ошибке вместо того, чтобы пытать пленника, убивает его, а позже привязывается к его питомцу — Блёрпу. С помощью сообщения Гаморы Адам и Аиша находят Стражей Галактики и летят за ними на Контр-Землю. После уничтожения Контр-Земли, в ходе которого погибла Аиша, Адам оказывается захвачен Гаморой и предпринимает неудачную попытку убийства Квилла. Когда взрывается корабль Высшего Эволюционера, Грут спасает его и с помощью Дракса объясняет, что каждый заслуживает второй шанс. Впоследствии Адам спасает жизнь Квилла и с неловкостью присоединяется к групповым объятиям. Адам становится членом новой команды Стражей Галактики под руководством Ракеты.
По состоянию на 2025 год персонаж появился в фильме «Стражи Галактики. Часть 3».

### Уэйд Уилсон
См. Уэйд Уилсон (киноперсонаж)

### Никодемус Уэст
Доктор Никодемус Уэст (актёр — Майкл Стулбарг) — хирург-соперник Стивена Стрэнджа. Основан на одноимённом персонаже комиксов Marvel.
По состоянию на 2025 год персонаж появился в двух фильмах: «Доктор Стрэндж» и «Доктор Стрэндж: В мультивселенной безумия».

### Уроборос
Уробо́рос «У.Б.», настоящее имя — А. Д. Даг (актёр — Ке Хюи Кван) — главный инженер организации «Управление временными изменениями» (УВИ) и заведующий отделом ремонта и обслуживания технологий. Является разработчиком практически всех устройств и технологий УВИ, и в отличие от других работников УВИ, ему не стирали память, поскольку он помнит о встрече 400-летней давности с Мобиусом М. Мобиусом, которую сам Мобиус не помнит. Помогает Локи соорудить «экстрактор темпоральной ауры» для исправления «провалов» Локи и стабилизации Временного Ткача.
По состоянию на 2025 год персонаж появился во втором сезоне сериала «Локи», транслируемого на стриминговом сервисе Disney+.

## Ф

### Файла
Файла (актриса — Кай Дзен) — Звёздное дитя, генетически созданное Высшим Эволюционером. Файла встретила Стражей Галактики, сбежала из заключения и присоединилась к новой команде Стражей, возглавляемой Ракетой.
По состоянию на 2025 год персонаж появился в фильме «Стражи Галактики. Часть 3».

### Фандрал
Фандрал (актёры — Джошуа Даллас и Закари Ливай), также известный как Фандрал Лихой — член Воинственной Троицы, изображённым как лихой воин из Асгарда Он убит Хелой в 2017 году..
По состоянию на 2025 год персонаж появился в трёх фильмах: «Тор», «Тор 2: Царство тьмы» и «Тор: Рагнарёк». Альтернативная версия Фандрала появилась в мультсериале Disney+ «Что, если…?», где его озвучивает Макс Миттельман.

### Фастос
Фастос (актёр — Брайан Тайри Генри) — Вечный и разумный изобретатель с космической энергией, который помогает человечеству технологически развиваться за кулисами, прежде чем покинуть их, чтобы жить в изгнании после бомбардировки Хиросимы. К 2024 году он живёт под человеческим псевдонимом Фил вместе с мужем и 10-летним сыном.
По состоянию на 2025 год персонаж появился в фильме «Вечные».

### Тодд Фелпс / КорольХалк
Тодд Фелпс (актёр — Джон Басс), также известный как КорольХалк — миллиардер и лидер-основатель группы «Интеллигенция».
По состоянию на 2025 год персонаж появился в сериале Disney+ «Женщина-Халк: Адвокат».

### Честер Филлипс
Полковник Честер Филлипс (актёр — Томми Ли Джонс) — один из основателей «Щ.И.Т.а», наряду с Пегги Картер и Говардом Старком. Он возглавляет Стратегический Научный Резерв во время Второй мировой войны. Поначалу он скептически относится к выбору Абрахама Эрскина ввести Сыворотку суперсолдата Стиву Роджерсу, но позже изменил своё мнение, став свидетелем героических действий Роджерса.
По состоянию на 2025 год персонаж появился в фильме «Первый мститель». Альтернативная версия Филлипса появляется в мультсериале Disney+ «Что, если…?».

### Фина
Фина (актриса — Анджелина Джоли) — воинственная Вечная, которая может создать любое оружие из космической энергии. Из-за её «болезни» Мад Ви’ри Гильгамеш становится её хранителем на протяжении веков.
По состоянию на 2025 год персонаж появился в фильме «Вечные».

### Джон Флинн
Джон Флинн (актёр — Брэдли Уитфорд) — старший агент Стратегического Научного Резерва. После окончания Второй мировой войны Пегги Картер была в числе агентов, находившихся под его началом, хотя он никогда не назначал её на полевые задания. Он хотел официально наказать её после того, как она пошла против приказа и успешно извлекла таинственную сыворотку Зодиака, но её повысили до главы «Щ.И.Т.» вместе с Говардом Старком, и теперь он работает под её началом.
По состоянию на 2025 год персонаж появился в короткометражном фильме Marvel One-Shots «Агент Картер». Альтернативная версия Флинна появилась в мультсериале Disney+ «Что, если…?».

### Джеймс Монтгомери Фолсворт
Джеймс Монтгомери Фолсворт (актёр — Дж. Дж. Филд) — британский член Воющих Коммандос, воевавший бок о бок со Стивом Роджерсом во время Второй мировой войны.
По состоянию на 2025 год персонаж появился в фильме «Первый мститель». Альтернативная версия Фэлсворта появилась в мультсериале Disney+ «Что, если…?».

### Соня Фолсворт
Со́ня Фо́лсворт (или Фо́лсуорт; актриса — Оливия Колман) — высокопоставленный агент MI6 и давняя союзница Фьюри, стремящаяся защитить интересы национальной безопасности Великобритании в период вторжения скруллов.
По состоянию на 2025 год персонаж появился в сериале Disney+ «Секретное вторжение».

### Билл Фостер
Доктор Уильям «Билл» Фостер (актёр — Лоуренс Фишберн) — физик. Он был помощником Хэнка Пима в «Проекте Голиаф» и является приёмным отцом Эйвы Старр после смерти Элайаса Старра. В 2018 году Фостер преподаёт квантовую физику в Калифорнийском университете в Беркли, когда он встречает своего бывшего работодателя, Скотта Лэнга и Хоуп ван Дайн. Когда Эйва обездвиживает Пима, Скотта и Хоуп, Билл заявляет, что он работает над тем, чтобы вылечить Эйву, получив квантовую энергию из Квантового мира. Поскольку Пим знает, что план Билла повлияет на спасение Джанет ван Дайн, Хоуп и Хэнку удаётся сбежать. Когда Скотт Лэнг отправляется в квантовый мир, Хэнк уговаривает Билла и заявляет, что он найдёт способ помочь стабилизировать Эйву, когда муравьи Хэнка уводят Билла. После того, как Джанет спасена из квантового мира и отдаёт часть своей энергии, чтобы стабилизировать Эйву, Билл забирает Эйву, а Хэнк всё ещё клянётся найти способ помочь стабилизировать Эйву навсегда.
По состоянию на 2025 год персонаж появился в фильме «Человек-муравей и Оса». Альтернативные версии Фостера, ставшие Голиафом, появились во втором и третьем сезонах мультсериала Disney+ «Что, если…?».

### Фригга
Фригга (актриса — Рене Руссо) — биологическая мать Тора и приёмная мать Локи, которую убивает Алгрим в 2013 году. В 2023 году Тор путешествует во времени и отправляется в 2013 год, где Фригга утешает его депрессию во время его миссии по заполучению Камня Реальности. Она также знает, что её время близко, и не даёт Тору сказать ей, как она умрёт, поощряя его изменить своё будущее.
По состоянию на 2025 год персонаж появился в фильмах «Тор» и «Тор 2: Царство тьмы»; а также в сериале Disney+ «Локи» (архивные кадры). Шаник Грейлинг сыграла молодую Фриггу в фильме «Тор: Любовь и гром». Альтернативные версии Фригги появились в фильме «Мстители: Финал» и мультсериале «Что, если…?», где её озвучила Жозетт Илз.

## Х

### Джастин Хаммер
Джастин Хаммер (актёр — Сэм Рокуэлл) — деловой конкурент Тони Старка по производству оружия. Заметив, как Иван Ванко использует оружие, он организует побег Ванко из тюрьмы и использует Ванко для изготовления оружия, включая превращение брони Джеймса Роудса в Воителя.
По состоянию на 2025 год персонаж появился в фильме «Железный человек 2» и в короткометражном фильме «Marvel One-Shot» «Да здравствует король». Альтернативная версия появилась во 2 сезоне мультсериала «Что, если…?».

### Камала Хан / Мисс Марвел

#### Семья Хан
Семья Камалы играет важную роль в её жизни. Её родители — Муниба и Юсуф Хан (актёры — Зенобия Шрофф и Мохан Капур, соответственно), а её старший брат — Амир (актёр — Саагар Шейх).
Невеста Амира, а позже и жена — Тиша Хиллман (актриса — Травина Спрингер). Мать Мунибы — Сана (актриса — Самина Ахмад), которая до сих пор живёт в Карачи. Матерью Саны была Айша (актриса — Мехвиш Хаят), член Кландестинов, которая влюбилась в отца Саны, Хасана (актёр — Фавад Хан), и решила остаться на Земле и передавала мистический браслет из поколения в поколение, прежде чем Айша была убита таким же членом Кландестинов, Наджмой.
По состоянию на 2025 год эти персонажи появились в сериале Disney+ «Мисс Марвел»; Муниба, Юсуф и Амир вернулись в фильме «Капитан Марвел 2», кроме того Юсуф появился в 1 сезоне сериала «Сорвиголова: Рождённый заново».

### Майя Хансен
Майя Хансен (актриса — Ребекка Холл) — учёная и разработчик вируса Экстремис. Затем она работает с Олдричем Киллианом, который использует вирус в качестве оружия. Позже Киллиан убивает её, когда идёт против него.
По состоянию на 2025 год персонаж появился в фильме «Железный человек 3».

### Агата Харкнесс
Агата Харкнесс (актриса — Кэтрин Хан) — ведьма. В 1693 году она убила членов своего салемского ковена (включая свою мать Эванору), когда они пытались казнить её за занятие тёмной магией. В 1750 году у неё рождается сын Николас Скрэтч, но Смерть желает забрать его, но Агата уговаривает её, и Смерть отступает, давая ребёнку несколько лет. На протяжении шести лет Агата и Николас провоцируют других ведьма нападать на Агату, и тем самым она отнимала у них силы, убивая. Спустя шесть лет Смерть всё же забирает Николаса, а Агата продолжает на протяжении веков отнимать силы у ведьма, обманом вербуя их в ковен, обещая прохода на выдуманную Тропу ведьм. В 2023 году Агата интересуется аномалией в Уэствью, созданной Вандой Максимофф, и проникает туда под видом соседки Агнесс О’Коннор в целях забрать силы Ванды. Ванда побеждает её и накладывает на неё заклятие, в результате чего она три года прожила в Уэствью, считая себя его коренной жительницей. В 2026 году её расколдовывает Билли Максимофф, вселившийся в тело Уильяма Каплана. Он просит Агату отвести его на Тропу ведьм, для чего Агата, потерявшая магические силы, собирает ковен, состоящий из прорицательницы Лилии Кальдеру, зельеварки Дженнифер Кейл, ведьмы-защитницы Элис Ву-Гулливер и жительницы Уэствью Шэрон Дэвис, известной в шоу, созданной Вандой, как миссис Харт. Агата как и раньше собирается спровоцировать ведьма напасть на неё и забрать их силы, но Билли Максимофф непроизвольно создаёт Тропу ведьма. И все шестеро идут на неё, успевая сбежать от детей ведьм, убитых Агатой, объединившихся в команду под названием «Салемская семёрка». Шэрон Дэвис погибает после первого испытания, и её место занимает враждующая с Агатой ведьма-воительница Рио Видал, участие которой и было изначально предсказано Лилией. Позже оказывается, что Салемская семёрка преследует Агату на Тропе ведьма. Во время третьего испытания в тело Агаты вселяется её мать, и Элис атакует её, из-за чего погибает, так как Агата высосала её силы. Позже Билли открывает в себе силы, и заставляет Лилию и Дженнифер утопить Агату в болоте, а позже топит и их. Выжившая Агата понимает, что Билли ищет на Тропе ведьм своего брата Томми, и они продолжают путь вдвоём. Вскоре к ним возвращаются Дженнифер и Лилия. Последняя жертвует собой для спасения остальных. А в последнем испытании Агата понимает, что это она лишили сил Дженнифер, и та, узнав об этом, связывает Агате руки и произносит заклинание, в результате чего возвращает себе магию и покидает Тропу. Позже Агата помогает покинуть Тропу Билли, а затем покидает сама. Вскоре на неё нападает Рио Видал, оказавшаяся олицетворением смерти, но в битву вмешивается Билли. В результате Агата отдаётся Смерти. Позже, когда Билли понимает, что это он создал Тропу, а значит виновен в гибели Шэрон, Элис и Лилии, ему является призрак Агаты. Сначала Билли пытается его изгнать, но Агата просит его этого не делать, потому что не хочет смотреть в глаза Николасу. В итоге Агата и Билли объединяются и отправляются на поиски Томми.
По состоянию на 2025 год персонаж появилась в двух сериалах Disney+: «Ванда/Вижн» и «Это всё Агата». Её альтернативная версия появилась в 3 сезоне мультсериала Disney+ «Что, если…?».

### Эванора Харкнесс
Эванора Харкнесс (актриса — Кейт Форбс) — салемская ведьма, мать Агаты Харкнесс. В 1693 году пыталась казнить свою дочь за занятие тёмной магией, но в итоге была сам ею убита. В 2026 году призрак Эваноры является Агате во время испытания на Тропе ведьм.
По состоянию на 2025 год персонаж появилась в двух сериалах Disney+: «Ванда/Вижн» и «Это всё Агата».

### Роджер Харрингтон
Роджер Харрингтон (актёр — Мартин Старр) — преподаватель естественных наук в Мидтаунской школе наук и технологий. В 2011 году, будучи студентом Калверского университета, он предоставляет Брюсу Бэннеру доступ к компьютерам в обмен на пиццу. После окончания университета он становится учителем и тренером школьной академической команды по декатлону. Он отправляется в качестве сопровождающего в спонсируемую школой поездку в Европу в 2024 году. Среди его учеников: Питер Паркер, Флэш Томпсон, Мишель Джонс, Нед Лидс и Бетти Брант.
По состоянию на 2025 год персонаж появился в четырёх фильмах: «Невероятный Халк», «Человек-паук: Возвращение домой», «Человек-паук: Вдали от дома» и «Человек-паук: Нет пути домой».

### Тайлер Хейворд
Та́йлер Хе́йворд (актёр — Джош Стамберг) — исполняющий обязанности директора организации «М.Е.Ч.», сменивший Марию Рамбо после её смерти. После Скачка он проявляет враждебность к супергероям, рассматривая Ванду Максимофф в качестве опасности, что приводит к тому, что он выгоняет коллегу Монику Рамбо из расследования по Уэствью за то, что она защищает Ванду. Позднее выясняется, что он ранее лгал Монике, агенту ФБР Джимми Ву и астрофизику Дарси Льюис о Ванде и работал над секретным проектом, связанным с Виженом. Позже, с помощью сил Ванды, Тайлер реактивирует Вижена и направляет его в Уэствью с целью убийства Ванды. Однако его план проваливается, когда созданный Вандой Вижен восстанавливает воспоминания реального Вижена. Во время временного открытия купола над Уэствью Дарси останавливает Хейворда от побега, и впоследствии его арестовывают за подделку улик и увольняют из организации «М.Е.Ч.».
По состоянию на 2025 год персонаж появился в сериале Disney+ «Ванда/Вижн».

### Хеймдалл
Хеймдалл (актёр — Идрис Эльба) — единственный защитник Биврёста в Асгарде и лучший друг Тора, вдохновлённый мифическим Хеймдаллем из скандинавской мифологии. В конечном счёте он был убит Таносом в 2018 году после того, как он отправил Халка на Землю через Биврёст, чтобы предупредить Мстителей о наступлении Таноса. После этого его душа попадает в Вальхаллу, где он приветствует Джейн Фостер после того, как она пожертвовала собой, чтобы помочь победить Горра Убийцу богов в 2024 году.
По состоянию на 2025 год персонаж появился в шести фильмах: «Тор», «Тор 2: Царство тьмы» «Мстители: Эра Альтрона»,, «Тор: Рагнарёк», «Мстители: Война бесконечности» и «Тор: Любовь и гром» (камео после титров). Альтернативная версия Хеймдалла появилась в мультсериале Disney+ «Что, если…?».

### Хела
Хела (актриса — Кейт Бланшетт), также известная как Богиня смерти — старшая дочь Одина, отца Тора и царя Асгарда. Как и Тор, она черпает силы из Асгарда и становится сильнее, пока она там. Как палач Одина, она помогла завоевать королевства, которые позволили Асгарду расти и процветать. Однако, будучи Богиней смерти, её растущее разрушительное честолюбие привело к тому, что Один изгнал её из королевства, что, следовательно, ослабило её силы и позволило Асгарду наслаждаться временами мира в Девяти Мирах. Изгнание Хелы было отменено после смерти Одина, и в это время она возвращается, чтобы занять своё законное место королевы. Её возвращение ознаменовано как начало Рагнарёка, предсказанного разрушения Асгарда.
По состоянию на 2025 год персонаж появился в фильме «Тор: Рагнарёк». Альтернативные версии Хелы появились во втором сезоне мультсериала Disney+ «Что, если…?».

### Мария Хилл
Мария Хилл (актриса — Коби Смолдерс) — агент «Щ.И.Т.а» и помощник Ника Фьюри. Она стала жертвой Скачка в 2018 году, но вернулась к жизни в 2023 году. Во время противостояния с мятежными скруллами погибла в Москве от рук Гравика, превратившегося в Ника Фьюри.
По состоянию на 2025 год персонаж появился в пяти фильмах: «Мстители», «Первый мститель: Другая война», «Мстители: Эра Альтрона», «Мстители: Война бесконечности» (камео) и «Мстители: Финал», а в фильме «Человек-паук: Вдали от дома» под неё замаскировалась скрулл Сорен. Также Хилл появилась в трёх эпизодах телесериала «Агенты „Щ.И.Т.“» и одном эпизоде сериала Disney+ «Секретное вторжение». Альтернативные версии Хилл появились в мультсериале Disney+ «Что, если…?»:2.

### Хэппи Хоган
Гарольд «Хэппи» Хоган (актёр — Джон Фавро) — телохранитель и близкий друг Тони Старка, а также глава службы безопасности «Stark Industries». Позже Старк назначает Хэппи главой Отдела управления активами Мстителей. Он также служит наставником Питера Паркера после смерти Тони и оказывается романтически заинтересованным в тёте Питера, Мэй.
По состоянию на 2025 год персонаж появился в семи фильмах: «Железный человек», «Железный человек 2», «Железный человек 3», «Человек-паук: Возвращение домой», «Мстители: Финал», «Человек-паук: Вдали от дома», «Человек-паук: Нет пути домой» и «Дэдпул и Росомаха». Альтернативные версии Хогана появились в мультсериале Disney+ «Что, если…?».

### Крейг Холлис / Мистер Бессмертный
Крейг Холлис (актёр — Дэвид Паскези), также известный как Мистер Бессмертный — сверхчеловек, не способный умереть. Он отправляется к GLK&H, где ему помогают уладить дела о разводе с его многочисленными жёнами.
По состоянию на 2025 год персонаж появился в сериале Disney+ «Женщина-Халк: Адвокат». Первоначально предполагалось, что роль этого персонажа исполнит Дерек Телер в невышедшем в эфир телевизионном пилоте «Новые Воины».

### Хонсу
Хо́нсу (захват движения — Карим Эль-Хаким, голос — Ф. Мюррей Абрахам) — египетский бог луны, изгнанник среди богов за то, что ведёт «войну одного бога с предполагаемой несправедливостью», что вынуждает его найти и использовать своего аватара, Марка Спектора. Он основан на одноимённом египетском боге.
По состоянию на 2025 год персонаж появился в сериале Disney+ «Лунный рыцарь».

### Лемар Хоскинс
Сержант-майор Лема́р Хо́скинс (актёр — Кле Беннетт), также известный как Боева́я звезда́ — напарник Джона Уокера, нового Капитана Америки. Хоскинс и Уокер вместе принимали участие в операции «Несокрушимая свобода», и Хоскинс сетует, что они могли спасти много жизней, если бы были суперсолдатами. Во время битвы с участниками группировки «Разрушители флагов», Лемар погибает от удара Карли Моргенто о бетонную колонну.
По состоянию на 2025 год персонаж появился в сериале Disney+ «Сокол и Зимний солдат».

### Артур Хэрроу
Артур Хэрроу (актёр — Итан Хоук) — лидер культа и аватар Амат, который призывает Марка Спектора принять свою внутреннюю тьму. Хотя Хэрроу назван в честь второстепенного противника Лунного рыцаря из оригинальных комиксов, он является оригинальным персонажем, изображённым как предшественник Спектора и Гранта в роли Лунного рыцаря и бывший аватар Хонсу.
Хоук также изображает доктора Хэрроу, версию психиатра, которая существует только в сознании Стивена Гранта и Спектора, который помогает Гранту противостоять правде о смерти его матери, при этом отрицая существование Хонсу.
По состоянию на 2025 год персонаж появился в сериале Disney+ «Лунный рыцарь».

### Охотник Х-5
Охо́тник Х-5 (актёр — Рафаэль Касаль) — высокопоставленный охотник на вариантов организации «Управление временными изменениями» (УВИ), охотящийся на Сильвию вместе с генералом Докс. Впоследствии, Охотник Х-5 переходит в одну из временных линий и берёт себе имя Брэд Вульф, выступая в кинематографе.
По состоянию на 2025 год персонаж появился во втором сезоне сериала Disney+ «Локи».

## Ч

### Чарли-27
Чарли-27 (актёр — Винг Рэймс) — капитан клана Опустошителей, отличающийся своей горчично-жёлтой одеждой.
По состоянию на 2025 год персонаж появился в фильме «Стражи Галактики. Часть 2».

### Хелен Чо
Доктор Хелен Чо (актриса — Клаудия Ким) — всемирно известный корейский учёный и лидер исследовательской группы U-GIN. Она помогает Мстителям своими исследованиями и технологиями в войне против «Гидры», в частности вылечивает раны Клинта. Позже к ней приходит Альтрон и при помощи Камня Разума подчиняет её себе, чтобы она создала для него новое тело, используя вибраниум и синтетическую ткань.
По состоянию на 2025 год персонаж появился в фильме «Мстители: Эра Альтрона».

## Ш

### Иоганн Шмидт / Красный Череп
Иоганн Шмидт (актёры — Хьюго Уивинг и Росс Маркуанд), также известный как Красный Череп — глава «Гидры», нацистского научного отдела, во время Второй мировой войны, который впервые появился в фильме «Первый мститель». Шмидт планировал мировое господство под своим правлением, найдя Тессеракт и используя его в качестве оружия против всего мира, в том числе для свержения Адольфа Гитлера. Также в фильме стало известно, что он испытал на себе раннюю версию формулы «суперсолдата» Эрскина. После того, как Стив Роджерс сорвал его планы, Шмидт был перенесён Тессерактом на планету Вормир, где он был проклят в состоянии подобно чистилищу, чтобы служить Хранителем камня и проводником для тех, кто ищет Камень Души. В 2018 году его встречают Танос и Гамора, и он становится свидетелем того, как Танос жертвует Гаморой, чтобы заполучить Камень. В 2023 году, когда Наташа Романофф и Клинт Бартон путешествуют во времени и отправляются в 2014 год, они встречают Шмидта во время своих поисков Камня Души.
По состоянию на 2025 год персонаж появился в трёх фильмах: «Первый мститель», «Мстители: Война бесконечности» и «Мстители: Финал». Альтернативная версия Шмидта появилась в мультсериале Disney+ «Что, если…?».

### Шокерфейс
Шокерфейс (актёр — Крис Салливан) — наёмник Опустошителей и лейтенант Клана Опустошителей Йонду. Он гордится своим именем, поскольку верит, что оно вселяет страх в сердца его врагов. Однако Ракета и остальные Опустошители насмехаются над нелепостью его имени. После изгнания Йонду Удонты Стакаром Огордом, Шокерфейс возглавляет мятеж против Удонты, чувствуя, что он «мягок», и убивает всех, кто остался верен Йонду. После того, как Краглин помогает Йонду, Ракете и Груту сбежать из своих тюремных камер, Йонду убивает оставшихся Опустошителей и разрушает главный двигатель, в результате чего корабль Опустошителей взрывается. В то время как герои катапультируются с главного корабля на более мелком спасательном корабле, Шокерфейс связывается с Суверенами, чтобы дать им координаты Йонду, прежде чем погибнуть во взрыве.
По состоянию на 2025 год персонаж появился в фильме «Стражи Галактики. Часть 2». Альтернативная версия Шокерфейса появилась в мультсериале Disney+ «Что, если…?»:2.

### Алексей Шостаков / Красный Страж
Алексе́й Шостако́в (актёр — Дэвид Харбор), также известный как Кра́сный Страж — русский суперсолдат, эквивалент Капитана Америки и приёмный отец Наташи Романофф и Елены Беловой.
По состоянию на 2025 год персонаж появился в фильмах «Чёрная вдова» и «Громовержцы*». Альтернативные версии Шостакова появились в третьем сезоне «Что, если…?», и появятся предстоящем мультсериале «Зомби Marvel».

### Вольфганг фон Штрукер
Барон Вольфганг фон Штрукер (актёр — Томас Кречман) — высокопоставленный лидер «Гидры», специализирующийся на экспериментах на людях. Штрукер руководил успешными экспериментами на близнецах Максимофф, где они получили силу от Камня Разума в скипетре Локи. Захваченный Мстителями в Заковии и взятый под стражу НАТО, Штрукер был позже убит Альтроном в своей камере, чтобы послужить посланием Мстителям.
По состоянию на 2025 год персонаж появился в двух фильмах: «Первый мститель: Другая война» (камео посреди титров) и «Мстители: Эра Альтрона»; а также в одном эпизоде телесериала «Агенты „Щ.И.Т.“» в качестве подростка, роль которого исполнил Джои Дефор.

### Герман Шульц / Шокер
Герман Шульц (актёр — Боким Вудбайн), также известный как Шокер — бывший спасатель и профессиональный преступник. Когда Джексон Брайс убит, Шульц принимает звание и перчатку Шокера, прежде чем выследить оружие, найденное Человеком-пауком, и помочь в сделке с оружием на борту Статен-Айленд Ферри. Сделку срывают ФБР и Человек-паук, хотя Шульцу и Тумсу удаётся сбежать. Когда команда совершает своё последнее ограбление на грузовом самолёте, перевозящем оружие из Башни Мстителей, Шульцу поручено остановить Человека-паука от вмешательства. Первому поначалу удаётся одолеть Человека-паука, пока его не отвлекает Нед Лидс, позволяя Человеку-пауку прикрепить Шульца паутиной к автобусу. В удалённой сцене студенты находят всё ещё находящегося в паутине Шульца и фотографируются с ним, прежде чем его в конечном счёте передать властям.
По состоянию на 2025 год персонаж появился в фильме «Человек-паук: Возвращение домой».

## Э

### Кристин Эверхарт
Кристин Эверхарт (актриса — Лесли Бибб) — репортёр для «Vanity Fair», а затем ведущая новостей для WHiH World News.
По состоянию на 2025 год персонаж появился в двух фильмах: «Железный человек» и «Железный человек 2»; а также в вирусной маркетинговой кампании WHIH Newsfront. Альтернативная версия Эверхарт появилась в мультсериале Disney+ «Что, если…?»:2.

### Эго
Эго (актёр — Курт Рассел) — целестиал и отец Питера Квилла.
По состоянию на 2025 год персонаж появился в одном фильме: «Стражи Галактики. Часть 2». Альтернативная версия Эго появилась в мультсериале Disney+ «Что, если…?»:2.

### Эйтри
Эйтри (актёр — Питер Динклэйдж) — король Гномов, древней расы искусных кузнецов, родом из королевства Нидавеллир. В отличие от его традиционной маленькой формы, версия Эйтри в КВМ изображена размером с гиганта (хотя он всё ещё называет свою расу Гномами). Тор приходит к нему на Нидавеллир с просьбой о новом оружии после того, как Мьёльнир был уничтожен Хелой. Эйтри рассказывает, что Танос заставил Гномов сделать Перчатку Бесконечности, прежде чем уничтожить всю расу, кроме Эйтри, но при этом он уничтожил руки Эйтри, выплавив их в металле, оставив его неспособным ковать что-либо снова. Тор, Грут и Ракета помогают Эйтри создать новое оружие, Громсекиру.
По состоянию на 2025 год персонаж появился в фильме «Мстители: Война бесконечности». Динклэйдж должен был вновь исполнить свою роль в фильме «Тор: Любовь и гром», но сцены с ним были вырезаны из театральной версии. Альтернативная версия Эйтри появилась в мультсериале Disney+ «Что, если…?».

### Мэттью Эллис
Мэттью Эллис (актёр — Уильям Сэдлер) — президент США. В 2013 году он похищен на борту Air Force One Эриком Савином с помощью брони «Железный патриот». Он становится заложником фальшивой террористической атаки Олдрича Киллиана, прежде чем его спасают Тони Старк и Джеймс Роудс. Он также является одной из целей, отмеченных хеликэриэрами Александра Пирса, прежде чем его спасли Стив Роджерс и Сэм Уилсон.
По состоянию на 2025 год персонаж появился в фильме «Железный человек 3», а также в телесериале «Агенты „Щ.И.Т.“» и в вирусной маркетинговой кампании WHIH Newsfront.

### Лейла Эль-Фаули / Алый скарабей
Ле́йла Эль-Фа́ули (актриса — Мэй Каламави), также известная как А́лый скарабе́й — жена Марка Спектора, археолог и путешественник, которая становится аватаром Таурт.
По состоянию на 2025 год персонаж появился в сериале Disney+ «Лунный рыцарь».

### Эрос / Звёздный лис
Э́рос (актёр — Гарри Стайлз), также известный как Звёздный лис — Вечный и брат Таноса.
По состоянию на 2025 год персонаж появился в фильме «Вечные» (камео посреди титров).

### Абрахам Эрскин
Доктор Абрахам Эрскин (актёр — Стэнли Туччи) — создатель сыворотки суперсолдата, ответственный за происхождение Стива Роджерса как Капитана Америки и Иоганна Шмидта как Красного Черепа. Прежде чем быть убитым агентом «Гидры» Хайнцем Крюгером, Эрскин мотивировал Роджерса всегда оставаться хорошим человеком в своём сердце.
По состоянию на 2025 год персонаж появился в фильме «Первый мститель». Альтернативные версии Эрскина появились в мультсериале Disney+ «Что, если…?».

## Я

### Ян
Принц Ян (актёр — Пак Соджун) — правитель планеты Аладна, население которой общается при помощи пения, и формальный супруг Кэрол Дэнверс.
По состоянию на 2025 год персонаж появился в фильме «Капитан Марвел 2».